# Zenon Kamiński (ekonomista)
Zenon Kamiński (ur. 15 grudnia 1931, zm. 15 listopada 2020) – polski ekonomista, dr hab.

## Życiorys
Obronił pracę doktorską w 1970, następnie w 1987 uzyskał stopień doktora habilitowanego. Pracował na stanowisku profesora w Instytucie Handlu Zagranicznego na Wydziale Ekonomicznym Uniwersytetu Gdańskiego oraz w Katedrze Handlowej Eksploatacji i Obsługi Statków na Wydziale Administracyjnym Akademii Morskiej w Gdyni. 
Był profesorem nadzwyczajnym i kierownikiem Katedry Handlu Międzynarodowego i Integracji Wydziału Finansów i Zarządzania Wyższej Szkoły Bankowej w Gdańsku.
W 2016 otrzymał Brązowy Medal Uniwersytetu Gdańskiego „Honestati Doctrinae Sapientiae”.
Został pochowany 26 listopada 2020 na cmentarzu komunalnym w Sopocie (sektor N6-8-7).